# Боянска река
Боянската река е река в западната част на България. Течението ѝ с дължина 46 километра е изцяло разположено в землището на град София, като реката води началото си от подножието на Черни връх в най-високата част на планината Витоша и се влива в Перловската река, част от басейна на Искър.
В горното си течение понякога е наричана и Стара река, а в долното – Крива река.

## Течение
Боянската река води началото си от района между Резньовете и Черни връх в най-високата югоизточна част на Витоша. В тази местност има няколко каменни реки, чиито води излизат постоянно на повърхността в северозападния им край, образувайки две от главните витошки реки - Боянската и започващата южно от нея Владайска река. Боянската река протича в северозападна посока през резервата „Торфено бранище“, отдалечавайки се постепенно от Владайската река. След приемането на десния си приток – Петровичка река, речното корито на Боянската река оформя красивата Момина клисура, в долния край на която е свързаната с легенди Момина скала. На левия бряг на реката на самия връх Момина скала се намират останките на средновековната крепост Батил.
След хижа „Момина скала“ реката променя посоката си на североизточна. След пресичането на андезитния витошки пояс рязко увеличава наклона си и под хижа „Момина скала“ образува известния Боянски водопад – една от туристическите забележителности на Витоша.
След навлизането ѝ в града основната част от коритото на реката е изкуствено коригирано и включено в поредица от надземни и подземни канали. Тя минава през кварталите Бояна, Павлово, Бъкстон, Красно село, между Хиподрума и Белите брези, между квартал Крива река (района на Медицинска академия) и Иван Вазов, и при НДК се влива в Перловската река.
- Каменната река над извора
- Горното течение през „Торфено бранище“
- В горския пояс на Витоша
- Боянският водопад
- В открит канал в квартал „Бъкстон“

## Водосборен басейн
Водосборният басейн на Боянска река се определя от вододела, спускащ се на север от хижа „Камен дел“ и едва забележимото му продължение към местностите „Скален ръб“ и „Скална глава“, върховете Ушите, Малък Резен, Черни връх, Лъвчето, Средец, Черната скала, билото Балабана и слабоизразения вододел до местността „Панкова ливада“.
Десни притоци на реката са река Петровичка и потоците Скокчет и Шилести камък.

## Използване
Част от водите на Боянска река са каптирани в Боянския водопровод за водоснабдяване на София.
Водохващания на реката захранват ВЕЦ „Бояна“.

## Други
На Боянската река е наречена улица в кварталите „Бояна“ и „Гърдова глава“ (Карта), а на Крива река са наречени улица (Карта) и квартал „Крива река“ в София (Карта).